# Saint Helens RLFC
El St Helens Rugby League Football Club (o Saint Helens RLFC) és un club de rugbi lliga anglès de la ciutat de St Helens, Merseyside.

## Història
El club és un dels més antics membres de la Rugby Football League, fundat el 1873. Fou un dels clubs que provocaren el cisma, el 1895, dins la Rugby Football Union i que donaren vida a la Northern Rugby Football Union, més tard Rugby Football League. És un dels clubs amb millor palmarès de la competició. Té gran rivalitat amb el Wigan Warriors.

## Palmarès
- World Club Challenge (2): 2001, 2007
- Campionat britànic de rugbi a 13 (inclosa Superlliga europea de rugbi a 13) (12): 1931-32, 1952-53, 1958-59, 1965-66, 1969-70, 1970-71, 1974-75, 1996, 1999, 2000, 2002, 2006
- Challenge Cup (12): 1955-56, 1960-61, 1965-66, 1971-72, 1975-76, 1996, 1997, 2001, 2004, 2006, 2007, 2008
- League Leader's Shield (6): 1964-65, 1965-66, 2005, 2006, 2007, 2008
- Regal Trophy: 1987-88
- Rugby League Premiership (4): 1975-76, 1976-77, 1984-85, 1992-93
- Lancashire Cup (11): 1926-27, 1953-54, 1960-61, 1961-62, 1962-63, 1963-64, 1964-65, 1967-68, 1968-69, 1984-85, 1991-92
- Lancashire League (12): 1929-30, 1931-32, 1952-53, 1956-57, 1958-59, 1959-60, 1963-64, 1964-65, 1965-66, 1966-67, 1968-69
- Rugby League Charity Shield: 1992-93
- BBC2 Floodlit Trophy (2): 1971-72, 1975-76

## Evolució de l'uniforme
| inicis | fins a 1961 | 1961-present |